# Paradoxa de Sant Petersburg
En economia, la paradoxa de Sant Petersburg és una paradoxa relacionada amb la teoria de la probabilitat i la teoria de decisions. Està basada en un joc d'apostes amb un valor esperat infinit.
Daniel Bernoulli va ser el primer a presentar el problema i la seva solució en la publicació Comentaris de l'Acadèmia Imperial de Ciències de Sant Petersburg (Bernoulli, 1738).

## La paradoxa
Un jugador proposa un joc a un altre participant. Les regles són simples: el jugador llença una moneda a l'aire, si el resultat de la tirada és una cara es pararà el joc i pagarà un florí al participant. Si el resultat és creu, tornarà a llençar la moneda. En el segon torn, el jugador llençarà la moneda, en el cas que el resultat sigui una cara, aturarà el joc i haurà de pagar el doble, 2 florins. Si el resultat és una creu tornarà a llençar la moneda. Així successivament.
La paradoxa de Sant Petersburg fa referència a la pregunta següent: Quin preu estaria disposat a pagar un jugador potencial per participar en aquest joc?
El valor esperat és el resultat del càlcul següent:
{\displaystyle E={\frac {1}{2}}\cdot 1+{\frac {1}{4}}\cdot 2+{\frac {1}{8}}\cdot 4+{\frac {1}{16}}\cdot 8+\cdots }
{\displaystyle ={\frac {1}{2}}+{\frac {1}{2}}+{\frac {1}{2}}+{\frac {1}{2}}+\cdots }
{\displaystyle =\sum _{k=1}^{\infty }{1 \over 2}=\infty \,.}